# 大和製作所
大和製作所（やまとせいさくしょ）は、日本の製麺機メーカーである。うどん、ラーメン、蕎麦の製麺機の製造・販売を行っており、小型製麺機のトップメーカーで、日本でトップシェアとなっている。
関連業務として麺店開業支援事業を展開しており、香川県、東京都では新規開業者、既存店舗経営者向けに麺学校（うどん、ラーメン、蕎麦）も経営している。
代表取締役の藤井薫の直営うどん店は、楽天グルメ大賞を10年連続受賞(2012)している。

## 沿革
1975年創業。創業者の藤井薫は香川県坂出市の出身で、高松工業高等専門学校で金属工学を学び、卒業後は川崎重工業に入社、航空機や船の設計に携わっていた。27歳のときに帰郷、機械設計会社を創業したが、オイルショックの影響で機械設計の仕事はなく、香川という土地柄もあり製麺機の依頼があったのみであった。製麺機メーカーとしては県内でも後発であり、当初は一時しのぎの仕事のつもりであったものの、やがて藤井は職人による手打ちの技を機械で再現することに熱中するようになり、後発の不利を高い技術力で克服しようとした。改良を経て開発したうどん製麺機「真打」はヒットし、全国展開するチェーン店にも採用された。後にラーメン製麺機、そば製麺機なども発売した。
製麺機が扱う素材である麺の研究にも注力、「麺研究所」を開設し、その成果を製麺機に生かすとともに、自社で麺製品発売にも進出した。赤穂や伯方の天然塩がブームになると、うどん専用塩の研究に着手、塩化マグネシウムが主成分のにがりを20%含む自然海塩「46億年」を開発し、香川県の中小企業創造法の認定を受けた。
また藤井が製麺機の販売活動のためさまざまな店舗を見て歩く中で得た知識をもとに「うどん学校」を開校、うどん店の開店・運営を支援することにより麺店業界を応援し続けるといった理念の元、モデル店として自社でも店舗運営に乗り出した。
ソウルに営業所を持つほか、東南アジア、アメリカなど海外進出にも積極的な姿勢を取っている。
- 1975年（昭和50年） - 創業。機械設計業『総合設計サービス』を開始。
- 1977年（昭和52年） - 機械製造を開始。
- 1979年（昭和54年） - 有限会社大和製作所 設立。飯山工場建設。
- 1980年（昭和55年） - 店舗用うどん製麺機「真打」発売。
- 1982年（昭和57年） - 九州出張所開設。
- 1983年（昭和58年） - ラーメン製麺機「リッチメン」発売。
- 1984年（昭和59年） - 自動大型製麺機開発・発売。
- 1985年（昭和60年） - 株式会社大和製作所に社名を変更。
- 1986年（昭和61年） - 関東営業所開設。そば用製麺機「坂東太郎」発売。
- 1987年（昭和62年） - 冷凍麺、冷凍飯事業に取り組むも、翌年同事業から撤退。
- 1990年（平成 2年） - 福井出張所開設。麺研究所開設。
- 1993年（平成 5年） - 韓国ソウル出張所開設。
- 1995年（平成 7年） - 自然海塩「46億年」が香川県の創造法で認定。
- 2001年（平成13年） - 「うどん学校」を開校。
- 2002年（平成14年） - ソウル営業所開設[7] 開業支援事業トータルプロデュース開始
- 2003年（平成15年） - 開業支援事業トータルプロデュースが香川県の経営革新法で認定。
- 2004年（平成16年） - 仙台営業所開設。
- 2005年（平成17年） - 「ラーメン学校」「そば学校」開校[8]。
- 2007年（平成19年） - 福岡営業所開設。
- 2009年（平成21年） - 大阪営業所開設。
- 2010年（平成22年） - 宇多津新工場・本社移転。

## 製麺機
ミキサー(小麦粉と水の練り)、プレス（生地の鍛え）、ロール（生地の伸ばし）、カッター（製麺仕上げ）までの一体化が基本仕様である。100V電源。
全国で展開されている丸亀製麺でも大和製作所の製麺機が利用されている。

## 麺学校
うどん、ラーメン、蕎麦に関して運営。カリキュラムは大きく分けて実技と経営講義で構成されている。
過去、香川県が運営する香川県立高等技術学校のさぬきうどん科の授業も大和製作所社内で行われていた。

## 放送での紹介事例
- ワールドビジネスサテライト  ラーメン学校紹介 テレビ東京 2010年4月放送
- ビジネス新伝説 ルソンの壺 NHK 2011年4月24日放送
- 中井正広のブラックバラエティ  製麺機紹介・出演 日本テレビ 2011年4月放送
- NHKワールド　ラーメン学校の国際放映 NHK 2012年10月放送
- ありえへん∞世界  ラーメン学校紹介 テレビ東京 2013年1月放送
- 日経スペシャル カンブリア宮殿 繁盛ラーメン店を作れ！製麺機メーカーの挑戦を追う テレビ東京 2013年2月7日放送[11] ラーメン学校紹介
- BSフジLIVE プライムニュース  地域活性化・麺学校紹介 BSフジ 2014年10月放送

## 書籍

### 関連書籍
- 『図解 不況でも繁盛するラーメン・うどん・そば店の教科書』（著者:藤井薫）（2011年12月26日、秀和システム）ISBN 9784798031781
  - 『図解 不況でも繁盛するラーメン・うどん・そば店の教科書 第2版 繁盛店続出の麺学校で教えている経営ノウハウが1日でわかる！』（著者:藤井薫）（2015年3月1日、秀和システム）ISBN 9784798042626
- 『トップになりたきゃ、競争するな なぜ、業界最後発企業が世界にとびだすまでに成長できたのか』（著者:藤井薫）（2013年4月30日、こう書房）ISBN 9784769610953
- 『情熱 世界の麺を変える男の心得67』（著者:藤井薫）（2013年12月24日、KADOKAWA）ISBN 9784046539366
- 『金儲けを目指さない店だけが繁盛する 麺専門店が成功する、最もシンプルな経営哲学』（著者:藤井薫）（2014年2月1日、ダイヤモンド社）ISBN 9784478026267